# Wishbone Ash
Wishbone Ash (транскр.  Вишбон еш) британска је рок група коју су у Девону 1969. основали чланови групе The Empty Vessels (касније Tanglewood).

## Поставе групе
- (1969-1973)
  - Мартин Тарнер - вокал, бас-гитара
  - Енди Пауел - гитара, вокал
  - Тед Тарнер - гитара, вокал
  - Стив Аптон - бубњеви

- (1974-1980)
  - Мартин Тарнер - вокал, бас-гитара
  - Енди Пауел - гитара, вокал
  - Лори Вајзфилд - гитара, вокал
  - Стив Аптон - бубњеви

- (1981)
  - Џон Ветон - вокал, бас-гитара
  - Енди Пауел - гитара, вокал
  - Лори Вајзфилд - гитара, вокал
  - Стив Аптон - бубњеви
  - Енди Пауел - вокал, гитара
  - Лори Вајзфилд - гитара, вокал
  - Тревор Болдер - бас-гитара
  - Стив Аптон - бубњеви
  - Енди Пауел - вокал, гитара
  - Лори Вајзфилд - гитара, вокал
  - Клер Хамил - вокал
  - Тревор Болдер - бас-гитара
  - Стив Аптон - бубњеви

- (1982-1983)
  - Енди Пауел - вокал, гитара
  - Лори Вајзфилд - гитара, вокал
  - Тревор Болдер - бас-гитара
  - Стив Аптон - бубњеви

- (1984-1985)
  - Мервин Спенс - вокал, бас-гитара
  - Енди Пауел - гитара, вокал
  - Лори Вајзфилд - гитара, вокал
  - Стив Аптон - бубњеви

- (1986)
  - Енди Пауел - вокал, гитара
  - Џејми Кромптон - гитара
  - Енди Пајл - бас-гитара
  - Стив Аптон - бубњеви

- (1987-1990)
  - Мартин Тарнер - вокал, бас-гитара
  - Енди Пауел - гитара, вокал
  - Тед Тарнер - гитара, вокал
  - Стив Аптон - бубњеви

- (1991)
  - Мартин Тарнер - вокал, бас-гитара
  - Енди Пауел - гитара, вокал
  - Тед Тарнер - гитара, вокал
  - Реј Вестон - бубњеви

- (1992-1994)
  - Енди Пауел - вокал, гитара
  - Тед Тарнер - гитара, вокал
  - Енди Пакл - бас-гитара
  - Реј Вестон - бубњеви

- (1995)
  - Тони Кишман - бас-гитара, вокал
  - Енди Пауел - гитара, вокал
  - Роџер Филгејт - гитара
  - Мајк Стерџис - бубњеви

- (1995-1996)
  - Мартин Тарнер - вокал, бас-гитара
  - Енди Пауел - гитара, вокал
  - Роџер Филгејт - гитара
  - Мајк Стерџис - бубњеви

- (1996-1997)
  - Тони Кишман - бас-гитара, вокал
  - Енди Пауел - гитара, вокал
  - Роџер Филгејт - гитара
  - Мајк Стерџис - бубњеви

- (1998-2001)
  - Енди Пауел - вокал, гитара
  - Марк Берч - гитара, вокал
  - Боб Скит - бас-гитара
  - Реј Вестон - бубњеви

- (2001-2003)
  - Енди Пауел - вокал, гитара
  - Бен Гранфелт - гитара
  - Боб Скит - бас-гитара
  - Реј Вестон - бубњеви

- (2004-до данас)
  - Енди Пауел - вокал, гитара
  - Мади Манинен - гитара
  - Боб Скит - бас-гитара
  - Реј Вестон - бубњеви